# پل حرارتی

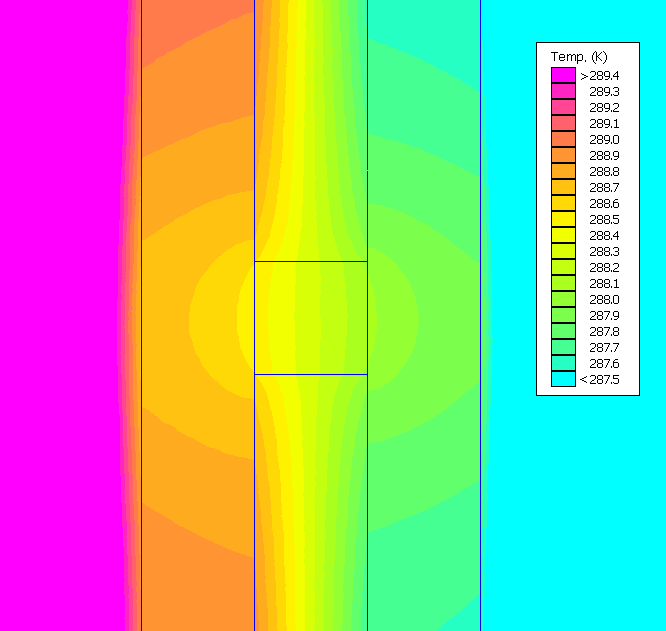
نشر دما در پل حرارتی

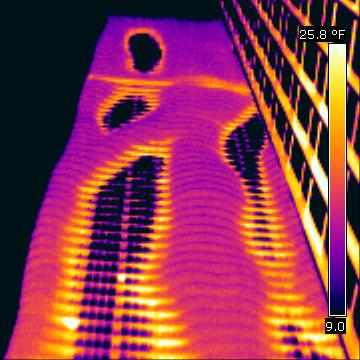
عکس حرارتی از ساختمان برج آکوئا

پل حرارتی یا Thermal bridge به یک رخنه در عایقکاری گفته می‌شود که نسبت به سطوح اطراف خود دارای ضریب انتقال حرارت بیشتر می‌باشد . به عنوان مثال تیرهای آهن در دیوارها به علت انتقال حرارت زیادتر نسبت به آجر و گچ اطراف یک نوع پل حرارتی خواهند بود که باعث اتلاف انرژی گرمایی در زمستان می‌شوند.

## مثال
به عنوان نمونه چند مثال از رایج‌ترین پل‌های حرارتی به شرح زیر می‌باشد :
- بالکن‌های بتونی که در حقیقت ادامه سطح کف هر طبقه از ساختمان هستند.
- هرگونه ساختار فلزی یا بتونی در سطوح خارجی دیوارها
- اتصالات فلزی در حجم داخلی دیوارها